# Brachiaria leucacrantha
Brachiaria leucacrantha là một loài thực vật có hoa trong họ Hòa thảo. Loài này được (K.Schum.) Stapf mô tả khoa học đầu tiên năm 1919.